# R. C. Sproul
Robert Charles Sproul (Pittsburgh, 1939. február 13. – Altamonte Springs, 2017. december 14.) amerikai kálvinista teológus, az amerikai presbiteriánus egyház lelkésze, a szisztematikus teológia professzora, író. A Ligonier Ministries (egy oktatási, non-profit szervezet) alapítója és elnöke volt, amely keresztény iskolát, főiskolát, szemináriumot és rádióműsort működtet.
Tanítása a kálvinizmuson alapult és annak egyik legnagyobb képviselője volt.
Úgy jellemezték, mint "a református teológia 20. századi fellendülésének legnagyobb és legbefolyásosabb alakja."

## Művei

### Angolul
- The Holiness of God (1985; revised 1998) ISBN 978-0842339650
- What is Reformed Theology (1997 as Grace Unknown; revised 2005) ISBN 9780801018466
- Chosen by God (1986) ISBN 978-0842313353

### Magyarul
- A Szentírás megismerése / A tévedhetetlenség magyarázata; előszó J. I. Packer, Roger R. Nicole, ford. Giogiorv Adrian; Keresztyén Ismeretterjesztő Alapítvány, Budapest, 1994
- A keresztyén hit alapigazságai; ford. Kisházy Mária; Keresztyén Ismeretterjesztő Alapítvány, Budapest, 2002
- A pap szennyes ruhája; ford. Kovács Sára; Presbiteriánus, Debrecen, 2020
- Isten szentsége; ford. Gulyás Melinda; Presbiteriánus, Debrecen, 2017
- Mindenki teológus. Bevezetés a rendszeres teológiába; ford. Gulyás Melinda; Presbiteriánus, Balatonalmádi, 2021
- A herceg méregpohara; ford. Kovács Sára; Presbiteriánus, Balatonalmádi, 2022
- Mi az evangélium?; ford. Vásárhelyi Bálint Márk; Presbiteriánus, Balatonalmádi, 2022
- Megbízhatunk-e a Bibliában?; ford. Gulyás Melinda; Presbiteriánus, Balatonalmádi, 2023
- Fényecskék; ford. Kovács Sára; Presbiteriánus, Balatonalmádi, 2023

### Egyéb művek
- Moses and the Burning Bush (2018) ISBN 978-1567698633
- The Legacy of Luther (2016) with Stephen J. Nichols and others ISBN 978-1567697100
- The Knight's Map (2016) ISBN 978-1642890587
- Everyone's a Theologian: An Introduction to Systematic Theology (2014) ISBN 978-1567693652
- The Promises of God (2013) ISBN 978-1434704238
- God's Love: How the Infinite God Cares for His Children (2012) ISBN 978-1434704221
- Are We Together: A Protestant Analyzes Roman Catholicism (2012) ISBN 978-1567692822
- The Work of Christ: What the Events of Jesus Life Mean for You (2012) ISBN 978-0781407267
- The Donkey Who Carried a King (2012) ISBN 978-1567692693
- The Barber Who Wanted to Pray (2011) ISBN 978-1433527036
- Unseen Realities: Heaven, Hell, Angels, and Demons (2011) ISBN 978-1845506827
- The Prayer of the Lord (2009) ISBN 9781567691184
- The Prince's Poison Cup (2008) ISBN 9781567691047
- The Truth of the Cross (2007) ISBN 9781567690873
- Truths We Confess: A Layman's Guide to the Westminster Confession of Faith Volume 3: The State, The Family, The Church, and Last Things (2007) ISBN 978-1596380417
- Truths We Confess: A Layman's Guide to the Westminster Confession of Faith Volume 2: Salvation and the Christian Life (2007) ISBN 9781596380400
- Truths We Confess: A Layman's Guide to the Westminster Confession of Faith Volume 1: The Triune God (2006) ISBN 9781596380394
- The Lightlings (2006) ISBN 9781567690781
- How Then Shall We Worship? (2006 as A Taste of Heaven; revised 2006) ISBN 978-1434704245
- Running the Race: A Graduate's Guide to Life (2003) ISBN 978-0801012563
- Defending Your Faith (2003) ISBN 9781433563782
- The Dark Side of Islam (2003) with Abdul Saleeb ISBN 978-1581344417
- Five Things Every Christian Needs to Grow (2002) ISBN 9781567691030
- Saved from What? (2002) ISBN 978-1433513428
- When Worlds Collide: Where is God? (2002) ISBN 978-1581344424
- What's in the Bible? (2001) ISBN 9781418545987
- Loved By God (2001) ISBN 978-0849916489
- The Consequences of Ideas (2000) ISBN 9781433563775
- In the Presence of God (1999) ISBN 9780849916243
- Getting the Gospel Right: The Tie That Binds Evangelicals Together (1999) ISBN 9780801011887
- A Walk with God: Luke (1999) ISBN 9781845507312
- The Last Days According to Jesus (1998) ISBN 9780801018589
- Willing to Believe: Understanding the Role of Human Will in Salvation (1997) ISBN 9780801075834
- The Priest with Dirty Clothes (1997; revised 2011) ISBN 9781567692105
- Now, That's a Good Question! (1996) ISBN 9780842347112
- The Invisible Hand (1996, revised 2003) ISBN 9780875527093
- Choosing My Religion (1996) ISBN 9780875526096
- Ultimate Issues (1996) ISBN 9780875526256
- Before the Face of God Volume 4: A Daily Guide for Living from Ephesians, Hebrews, and James (1996) ISBN 978-0801011023
- Reformation Study Bible (1995 as New Geneva Study Bible; revised 1998, 2005, 2015) served as General Editor ISBN 978-1567695014
- The Unexpected Jesus (1995 as The Mighty Christ; revised 2005) ISBN 9781845500375
- Faith Alone (1995; revised 2016) ISBN 9780801019494
- The Purpose of God: An Exposition of Ephesians (1994; revised 2006) ISBN 9781845506384
- Not a Chance: God, Science, and the Revolt against Reason (1994; revised 2014) with Keith Mathison ISBN 9780801016219
- Before the Face of God Volume 3: A Daily Guide for Living from the Old Testament (1994) ISBN 978-0801083785
- The Gospel of God: An Exposition of Romans (1994 revised 1999) ISBN 978-1845506377
- Before the Face of God Volume 2: A Daily Guide for Living from the Gospel of Luke (1993) ISBN 978-0801083587
- Doubt and Assurance (1993) ISBN 978-0801083525
- The Soul's Quest for God: Satisfying the Hunger for Spiritual Communion With God (1993; revised 2003) ISBN 978-0875527062
- Before the Face of God Volume 1: A Daily Guide for Living from the Book of Romans (1992) ISBN 978-0801083402
- Essential Truths of Christian Faith (1992) ISBN 978-0842320016
- Following Christ (1991) ISBN 978-0842359375 combination of previously published booklets titled: Who Is Jesus? (1983), Ethics and the Christian (1983), God's Will and the Christian (1984), and Effective Prayer (1984).
- The Mystery of the Holy Spirit (1990; revised 2009) ISBN 978-1845504816
- Abortion--A Rational Look at an Emotional Issue (1990; revised 2010) ISBN 978-1567692099
- The Glory of Christ (1990; revised 2003) ISBN 978-1857924749
- Surprised by Suffering (1989; revised 2009) ISBN 9781567691849
- Pleasing God (1988; revised 2012) ISBN 978-0781407281
- Discovering God Who Is (1987 as One Holy Passion; revised 1995 and 2003 as The Character of God and 2008 as Discovering God Who Is) ISBN 978-0801018299
- Lifeviews: Make a Christian Impact on Culture and Society (1986) ISBN 978-0800753573
- Classical Apologetics (1984) with John Gerstner and Arthur Lindsley ISBN 9780310449515
- Johnny Come Home (1984) ISBN 978-0830709373
- The Hunger for Significance (1983 as In Search of Dignity; revised 1991 and 2001) ISBN 978-0875527017
- Stronger Than Steel: The Wayne Alderson Story (1980) ISBN 978-0060675028
- Reason to Believe (1978 and 1982 as Objections Answered; revised 2016) ISBN 978-0310449119
- Knowing Scripture (1978; revised 2016) ISBN 978-0830844685
- Soli Deo Gloria (1976) General Editor
- God's Inerrant Word: An International Symposium on the Trustworthiness of Scripture (1974) Contributor
- The Intimate Marriage (1975 as Discovering the Intimate Marriage; revised 1986 and 2003) ISBN 978-0875527086
- If There's a God, Why Are There Atheists? (1974 as The Psychology of Atheism; revised 1988, 1997, and 2018) ISBN 978-1527101050
- What We Believe: Understanding and Confessing the Apostle's Creed (1973 as The Symbol: An Exposition of the Apostle's Creed; revised 1982 as Basic Training, 1998 as Renewing Your Mind, and 2015 as What We Believe) ISBN 978-0801018473
- How Can I Be Right with God? (2017) ISBN 978-1642890617
- What Can We Know About God? (2017) ISBN 978-1642890624
- What Do Jesus' Parables Mean? (2017) ISBN 978-1642890631
- Are People Basically Good? (2016) ISBN 978-1642890600
- How Can I Be Blessed? (2016) ISBN 978-1642890594
- How Should I Think About Money? (2016) ISBN 978-1642890587
- Can I Lose My Salvation? (2015) ISBN 978-1642890570
- What is the Great Commission (2015) ISBN 978-1642890563
- Are These the Last Days? (2014) ISBN 978-1642890556
- What Is Repentance? (2014) ISBN 978-1642890532
- What Is the Relationship Between Church and State (2014) ISBN 978-1642890549
- How Can I Develop a Christian Conscience? (2013) ISBN 978-1642890501
- What Is the Lord's Supper? (2013) ISBN 978-1642890518
- What Is the Church? (2013) ISBN 978-1642890525
- Does God Control Everything? (2012) ISBN 978-1642890495
- Who is the Holy Spirit? (2012) ISBN 978-1642890488
- Can I Have Joy in My Life? (2012) ISBN 978-1642890471
- What Can I Do with My Guilt? (2011) ISBN 978-1642890440
- What Is the Trinity? (2011) ISBN 978-1642890457
- What Is Baptism? (2011) ISBN 978-1642890464
- What Is Faith? (2010) ISBN 978-1642890433
- What Does it Mean to Be Born Again? (2010) ISBN 978-1642890419
- Can I Be Sure I'm Saved? (2010) ISBN 978-1642890426
- Does Prayer Change Things? (1984 as Effective Prayer; revised 2009) ISBN 978-1642890389
- Can I Know God's Will? (1984 as God's Will and the Christian; revised 2009) ISBN 978-1642890396
- How Should I Live in This World? (1983 as Ethics and the Christian; revised 2009) ISBN 978-1642890402
- Can I Trust the Bible? (1980 and 1996 as Explaining Inerrancy: A Commentary; revised 2009) ISBN 978-1642890372
- Who Is Jesus? (1983; revised 2009) ISBN 978-1642890365

- Matthew (2013) ISBN 978-1433531750
- 1-2 Peter (2011) ISBN 978-1433522895
- Mark (2011) ISBN 978-1567692655
- Acts (2010) ISBN 978-1433522734
- Romans (2009) ISBN 978-1433506857
- John (2009) ISBN 978-1567691856